# 1792–1793年アメリカ合衆国上院議員選挙
1792–1793年アメリカ合衆国上院議員選挙（1792–1793ねんアメリカがっしゅうこくじょういんぎいんせんきょ、英語: 1792–1793 United States Senate elections）は、1790年から1791年にかけて行われたアメリカ合衆国の連邦議会（上院）議員の選挙である。

## 概要
アメリカ合衆国憲法の公布により設置された上院の3回目の選挙である。バーモント州およびケンタッキー州が合衆国憲法に批准し、上院議員の定数は4増の30となった。
当時のアメリカでは、まだ組織化された政党が形成されておらず、大統領に選出されたジョージ・ワシントンを支持する「親政府グループ」と距離がある「反行政党」（政党ではない）の2大派閥に分かれていた。
第2部（上院発足時に暫定4年の任期）に属する10議員が改選となり、1790年から1791年にかけて選出された。

## 選挙データ

### 大統領
- ジョージ・ワシントン（初代）

### 改選数
- 10

### 選挙制度
- 州議会による選出

### 同日執行の選挙
国政選挙
- 1792年アメリカ合衆国大統領選挙
- 1792-1793年アメリカ合衆国下院議員選挙

## 選挙結果

### 党派別獲得議席
| 党派 | 党派           | 獲得 議席 | 増減     | 改選前 | 非改選 | 非改選 | 非改選 | 議席計 |
| 党派 | 党派           | 獲得 議席 | 増減     | 改選前 | 計     | 1      | 3      | 議席計 |
| ---- | -------------- | --------- | -------- | ------ | ------ | ------ | ------ | ------ |
|      | 親行政グループ | 5         | 01       | 4      | 13     | 6      | 7      | 18     |
|      | 反行政党       | 5         | 01       | 6      | 7      | 4      | 3      | 12     |
|      | 欠員           | 0         | 増減なし | 0      | 0      | 0      | 0      | 0      |
| 総計 | 総計           | 10        | 増減なし | 10     | 20     | 10     | 10     | 30     |

### 党派別当選者内訳
| 党派           | 計 | 内訳 | 内訳 |
| 党派           | 計 | 現   | 新   |
| -------------- | -- | ---- | ---- |
| 親行政グループ | 5  | 1    | 4    |
| 反行政党       | 5  | 3    | 2    |
| 合計           | 10 | 4    | 6    |

## 議員

### 当選者
| 州                   | 当選者                           |
| -------------------- | -------------------------------- |
| デラウェア州         | ジョン・バイニング               |
| ジョージア州         | ジェームズ・ジャクソン           |
| ケンタッキー州       | ジョン・ブラウン                 |
| マサチューセッツ州   | ケイレブ・ストロング             |
| ニューハンプシャー州 | サミュエル・リバモア             |
| ニュージャージー州   | フレデリック・フレリングハイゼン |
| ノースカロライナ州   | アレクサンダー・マーティン       |
| ロードアイランド州   | ウィリアム・ブラッドフォード     |
| サウスカロライナ州   | ピアス・バトラー                 |
| バージニア州         | ジョン・テイラー                 |

#### 特別選挙
| 年   | 月日  | 選挙区           | 部 | 選出     | 当選者                             | 当選政党 | 欠員                     | 欠員政党 | 欠員事由      |
| ---- | ----- | ---------------- | -- | -------- | ---------------------------------- | -------- | ------------------------ | -------- | ------------- |
| 1793 | 12.2  | コネチカット州   | 3  | 特別選挙 | スティーブン・ミッチェル           | 親行政G  | ロジャー・シャーマン     | 親行政G  | 1793.7.23死去 |
| 1794 | 3.31  | ペンシルバニア州 | 1  | 特別選挙 | ジェームズ・ロス                   | 親行政G  | アルバート・ギャラティン | 反行政党 | 1794.2.28失職 |
| 1794 | 11.18 | バージニア州     | 1  | 特別選挙 | スティーブンス・トムソン・メイソン | 反行政党 | ジェームズ・モンロー     | 反行政党 | 1794.5.11辞職 |
| 1794 | 11.18 | バージニア州     | 2  | 特別選挙 | ヘンリー・テイズウェル             | 反行政党 | ジョン・テイラー         | 反行政党 | 1794.5.11辞職 |
| 1795 | 2.7   | デラウェア州     | 1  | 特別選挙 | ヘンリー・ラティマー               | 親行政G  | ジョージ・リード         | 反行政党 | 1793.9.18辞職 |

### 初当選
計6名
親行政グループ
4名
- ジョン・バイニング　　　　　　　（デラウェア州）
- サミュエル・リバモア　　　　　　（ニューハンプシャー州）
- フレデリック・フレリングハイゼン（ニュージャージー州）
- ウィリアム・ブラッドフォード　　（ロードアイランド州）

反行政党
2名
- ジェームズ・ジャクソン　　（ジョージア州）
- アレクサンダー・マーティン（ノースカロライナ州）

### 引退・不出馬
計3名
親行政グループ
2名
- リチャード・バセット　　（デラウェア州）
- フィレモン・ディキンソン（ニュージャージー州）

反行政党
1名
- ジョセフ・スタントン・ジュニア（ロードアイランド州）

### 落選
計3名
親行政グループ
1名
- サミュエル・ジョンストン（ノースカロライナ州）

反行政党
2名
- ウィリアム・フュー　（ジョージア州）
- ペイン・ウィンゲート（ニューハンプシャー州）